# Кломпы

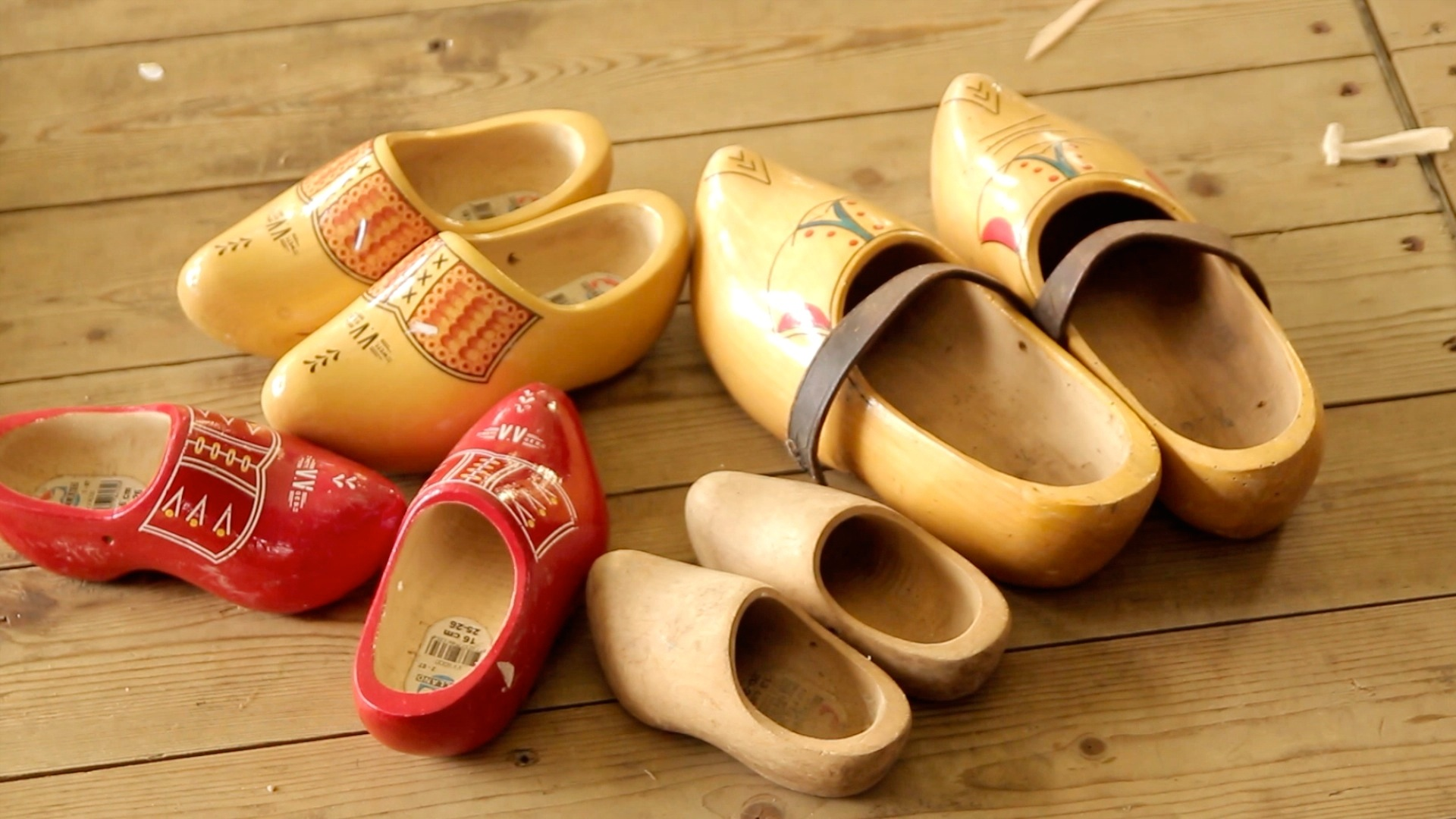
Кломпы из тополя для повседневного использования.

Кломпы (нидерл. Klompen) — традиционные голландские деревянные башмаки. Эта обувь является одним из важнейших сувениров для туристов, приносящим стране немалый доход, а также памятным подарком, нередко вручаемым главам иностранных государств и высокопоставленным лицам.

## История

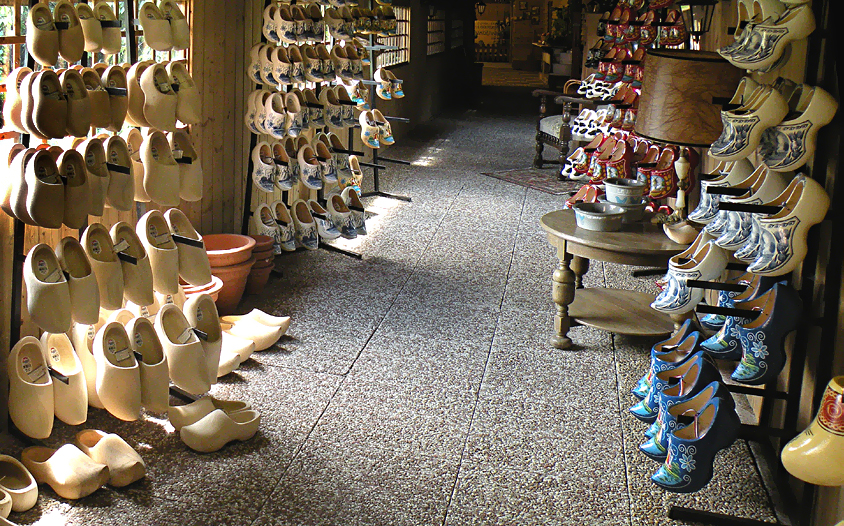
Кломпы

Голландские деревянные башмаки появились приблизительно 800 лет назад. Происхождение данного типа обуви связано со специфическим климатом Нидерландов — влажным умеренным морским, когда круглый год имеется высокая вероятность промочить ноги. Исторически они имели распространение среди бедных слоёв населения — крестьян и рыбаков, которые не могли позволить себе приобрести «настоящую» обувь, тогда как деревянные башмаки были просты в изготовлении и надёжно защищали не только от влаги, но и от зимнего холода — ввиду толстой подошвы, которую часто подбивали соломой. Чаще всего они изготавливаются из древесины осины или тополя.
Кломпы ранее занимали важное место в культуре Нидерландов. В частности, существовало положение, что все горожане, наблюдающие за выходом короля, должны были быть обуты в кломпы, чтобы показать его верховенство. Первую пару деревянных башмаков для ребёнка заготавливали сразу же после рождения, они служили традиционным подарком влюблённого молодого человека девушке, что являлось аналогом предложения руки и сердца. На селе носили деревянные сандалии, а деревенские мальчишки и вовсе бегали босыми, пока погода позволяла. Башмаки из цельного куска дерева надежно предохраняли ногу от травм и сохраняли тепло, особенно при подложенной внутрь соломе, позже — газете.
В настоящее время практическое значение голландских деревянных башмаков снижается — большинство голландцев уже не носит эту обувь в повседневности, однако они остаются популярными среди фермеров, огородников и садоводов, рыбаков.
Предполагается, что поиск старинных кломпов не в последнюю очередь осложняется использованием отслуживших башмаков в качестве дров для камина. И тем не менее, в 1990 году на территории Нидерландов в плотине, перегораживающий реку Роттер, был найден кломп, датирующийся 1280 годом, размером 28 см в длину и 12,5 в ширину. А самый старый на сегодняшний день кломп 1230 года обнаружен в дамбе в Амстердаме. Оба найденных башмака изготовлены из древесины ольхи. Таким образом ясно, что кломп в той форме, какой мы его знаем сейчас, существовал уже 800 лет назад, но, скорее всего, деревянные башмаки изготовлялись  и ранее. Есть шансы найти этому подтверждение, обнаружив такую обувь в залежах торфа.

## Процесс изготовления
Обычно в Нидерландах башмаки делают из тополя или ивы: эта древесина лёгкая и твёрдая, тем не менее, её сравнительно легко обрабатывать.

#### Стародавний способ
В старину кломпы изготавливались вручную при помощи набора специальных ножей и долота. Вначале вырезали башмак на левую ногу, примеряли, а потом уж брались за второй — на правую. Деревянная обувь такой формы должна свободно сидеть на ноге. Меряют кломпы в достаточно толстых носках, при этом между пяткой и задником башмака должен проходить указательный палец. Только в этом случае их можно будет носить. Вырезанные башмаки оставляют на просушку. Раньше при хорошей погоде — прямо на улице. Позже — в специальных помещениях на стеллажах. До следующего этапа обработки — полировки — в дереве должно остаться не более 10 % влаги. Для кломпов, изготовленных из ивняка, сушка длится около недели; из тополя — две. В старину полировка была женская работа: внутри полировали — для большего комфорта, а затем снаружи — для красоты, натирая поверхность влажными губками с белым песком. После такой обработки они светлели и становились гладкими. Следующий этап — покрытие краской и лаком.
Несмотря на трудоёмкость изготовления, опытный мастер мог изготовить 7 пар башмаков за 13-часовой рабочий день. Но и это количество не могло удовлетворить возрастающий спрос сельского населения на дешёвую, доступную и практичную обувь. И на помощь ремесленникам пришли простейшие, управляемые вручную станки. В некоторых деревеньках они до сих пор в ходу, и там можно посмотреть процесс изготовления кломпов от заготовки из ствола дерева до готового башмака. Поскольку древесина теперь заготавливается заранее, она недостаточно влажная для её обработки, и нарубленные заготовки замачивают в бочке с водой за день до начала работы с ними.

#### Современный способ

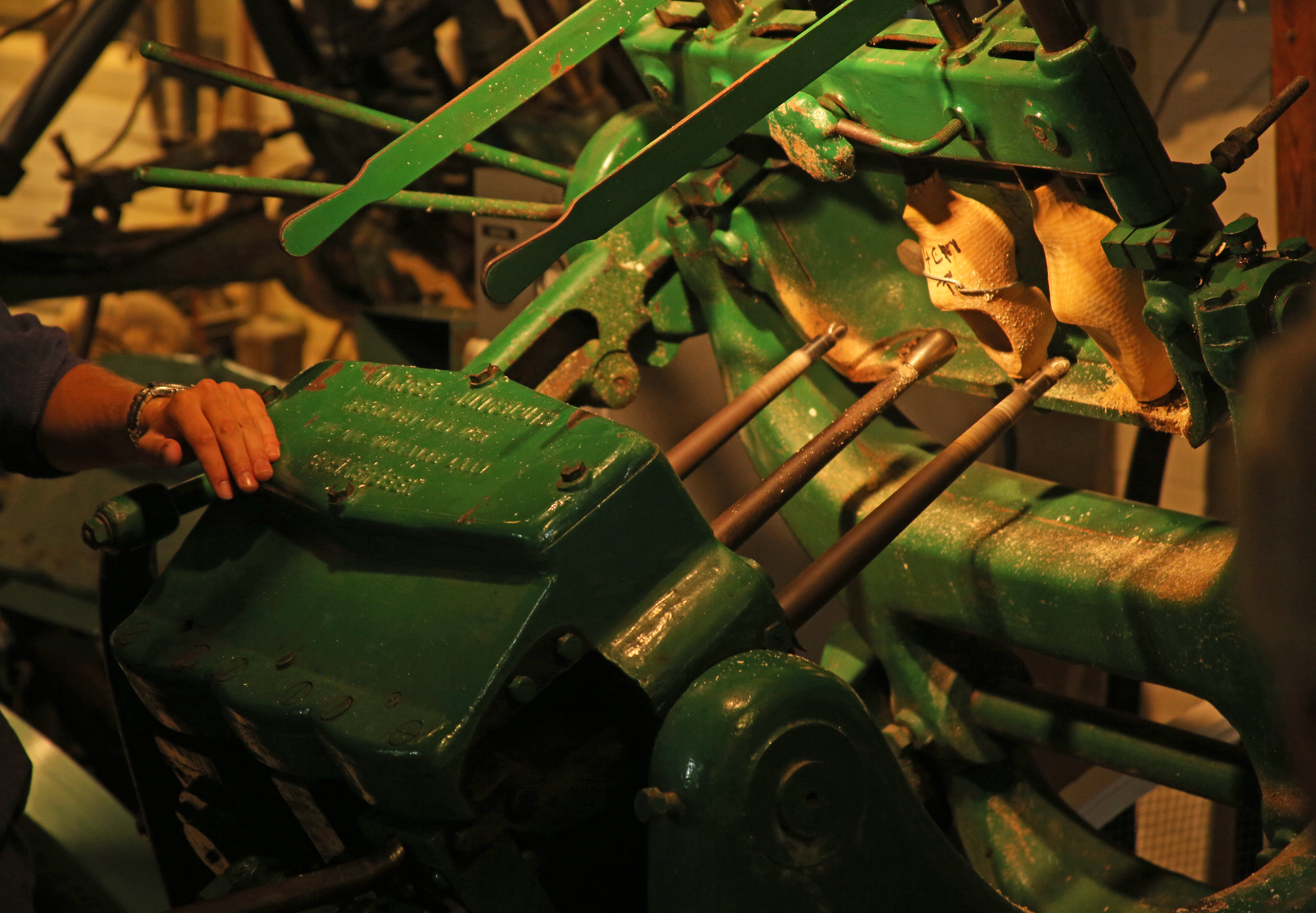
Современное изготовление кломпов

Современные кломпы производятся на мини-фабриках с помощью станка. В наше время на производство пары башмаков уходит чуть больше 10 минут. Изготавливают кломпы по принципу создания копий дверных ключей: используют «формы-клише». Начинается всё с грубой заготовки: мастеру достаточно установить форму-клише и заготовку в станок и запустить его. В процессе вырезания внешней формы башмака и заготовка, и клише вращаются, а резец входит на глубину, которая допускается клише в том или ином месте. Для изготовления разных башмаков (левый, правый, размеры) используются различные формы-клише. Когда внешняя форма будущего башмака готова, заготовка отправляется на другой станок, где вырезают внутреннюю полость по тому же принципу. В самом конце производственного цикла мастер вручную срезает лишнее, шлифует башмаки. Далее кломпы отправляются на просушку и впоследствии обтёсываются и полируются при помощи движущейся ленты из наждачного полотна, после чего они, в принципе, готовы для продажи, но их можно и покрасить, а также — покрыть лаком.

## Современные кломпы
Традиционно все деревянные голландские башмаки официально аккредитовываются в качестве безопасной обуви со знаком СЕ и могут выдержать множество воздействий, в том числе острых предметов и концентрированных кислот. Они на деле оказываются безопаснее, чем более традиционная защитная обувь в некоторых случаях, так как древесина трескается, а не получает вмятины в случае экстремальных происшествий, позволяя легко снять их, а не терпеть давление на пальцы стального носа. Некоторые в Голландии также рассматривают вопрос о ношении традиционных башмаков как способ сохранить здоровье ног: они, по их мнению, не сжимают пальцы и способствуют тонусу икроножных мышц. Некоторые [кто?] даже связывают более высокий (в сравнении со среднеевропейским) рост нидерландцев с ношением кломпов предыдущими поколениями (несмотря на то, что это полностью противоречит базисным законам генетики). Голландские деревянные башмаки являются любимым сувениром туристов. От 3 до 4,5 миллиона пар их производится каждый год, причём по назначению используется не более 1/3 от них, остальные продаются как сувениры. Отдельные модели богато инкрустируются драгоценными камнями и металлами. В Нидерландах существует целый музей, посвящённый деревянной обуви.
Существует традиция, согласно которой под венец голландцы идут в кломпах. Свадебные деревянные башмаки отличаются от обычных очень красивой резьбой ручной работы. После торжества молодожёны вешают кломпы на стену и вставляют в них цветы. Жители Нидерландов любят шутить, что многое о человеке можно узнать по количеству пар свадебных башмачков, развешанных на стенах его жилища.

## Факты
В одном из бараков крупнейшего концлагеря времен Второй мировой Аушвицa были найдены кломпы. Деревянные башмаки находятся в зале, где собраны личные вещи убитых в газовых камерах узников.
Кломпы увековечил Иероним Босх (1450—1516 гг.) в своей картине «Извлечение камня глупости» и Винсент ван Гог в картине «Натюрморт с глиняной посудой и деревянной обувью».

## Галерея

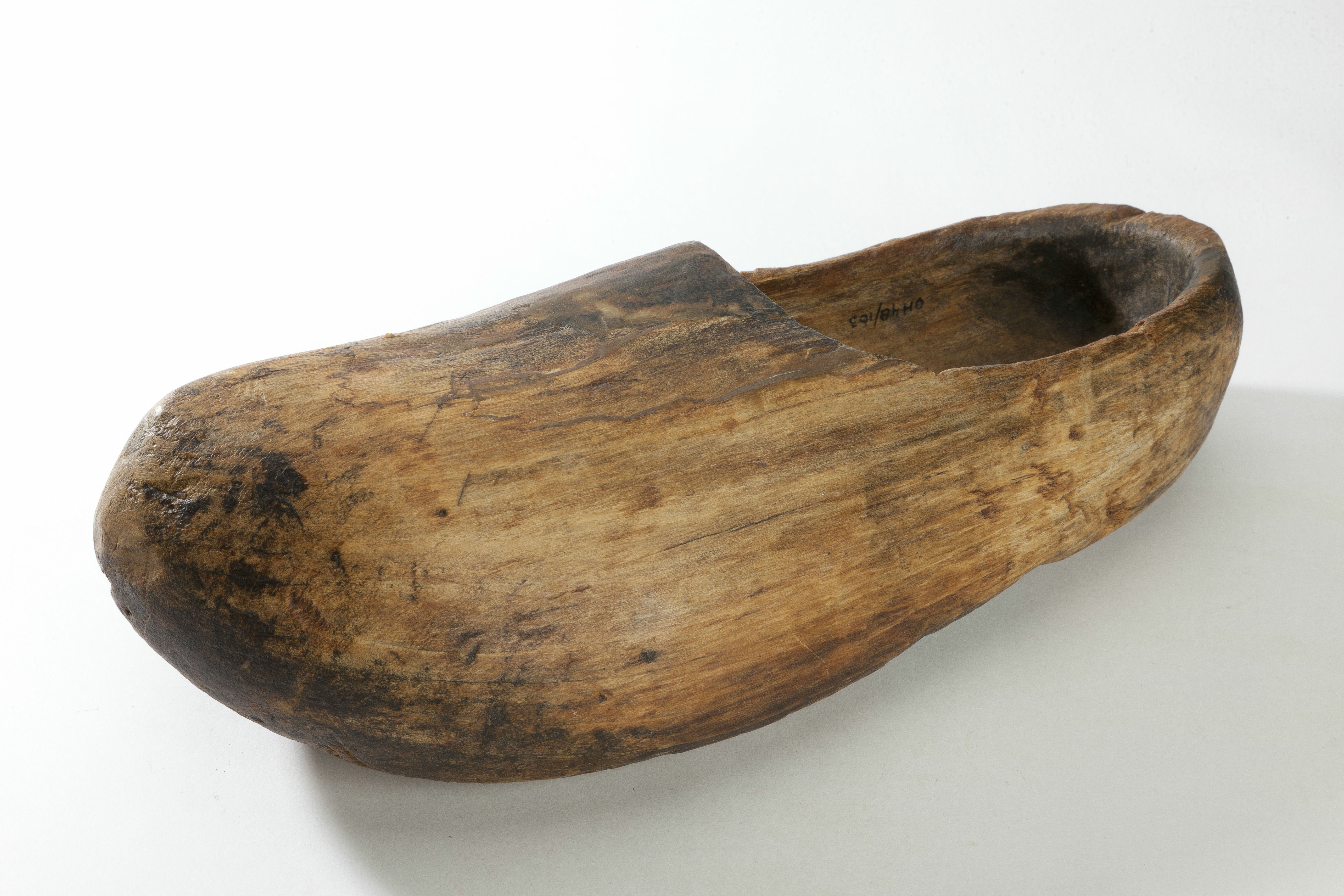
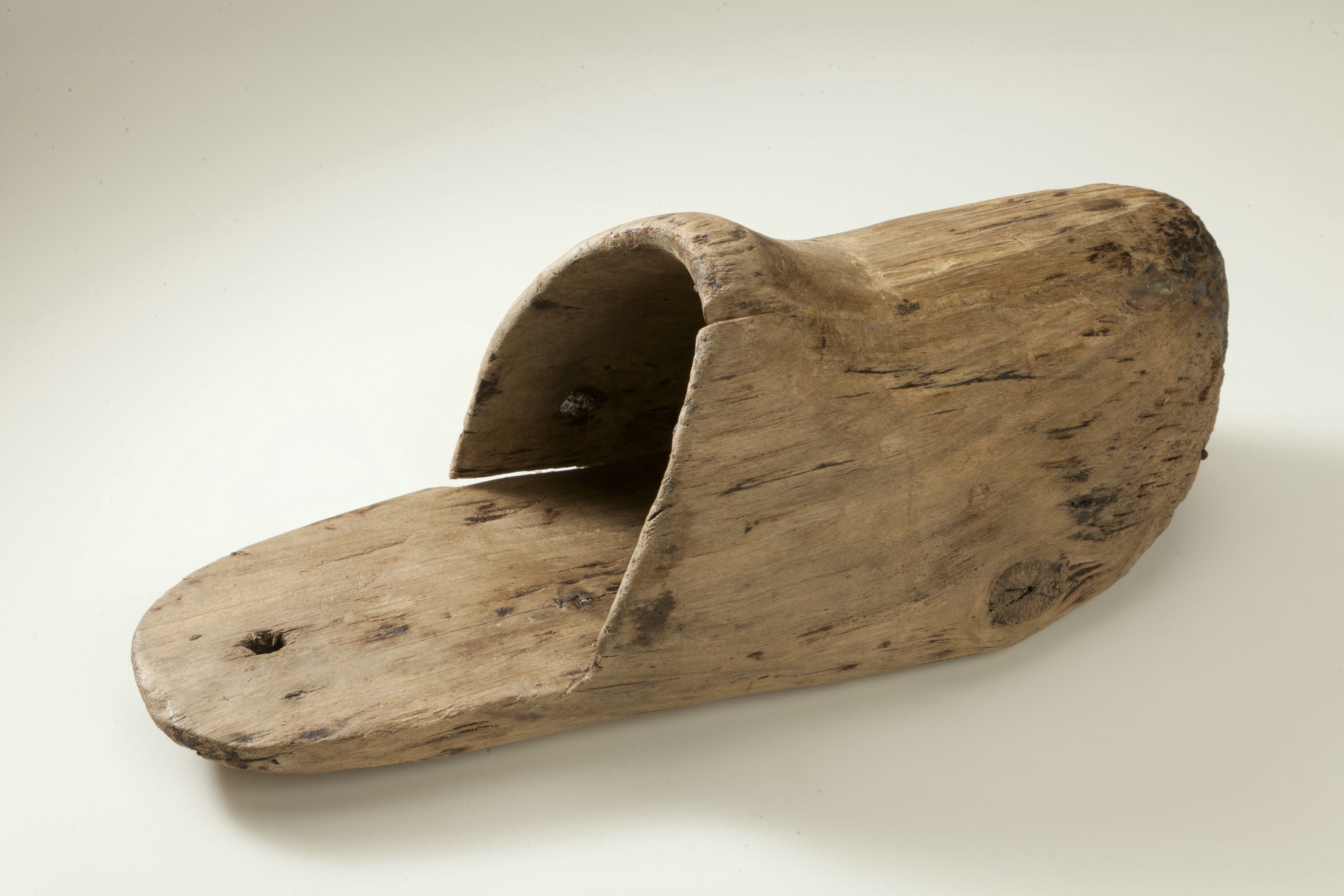
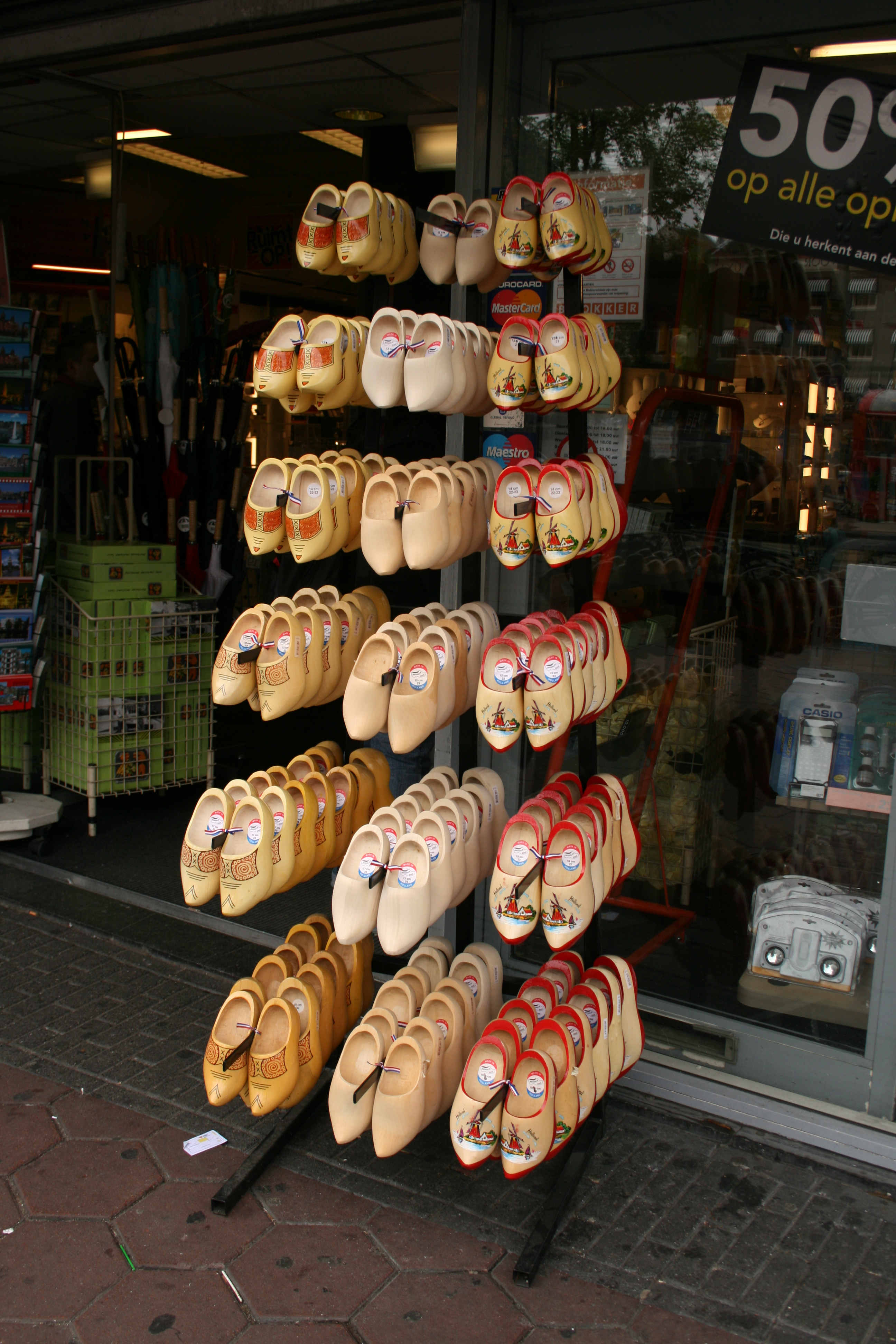
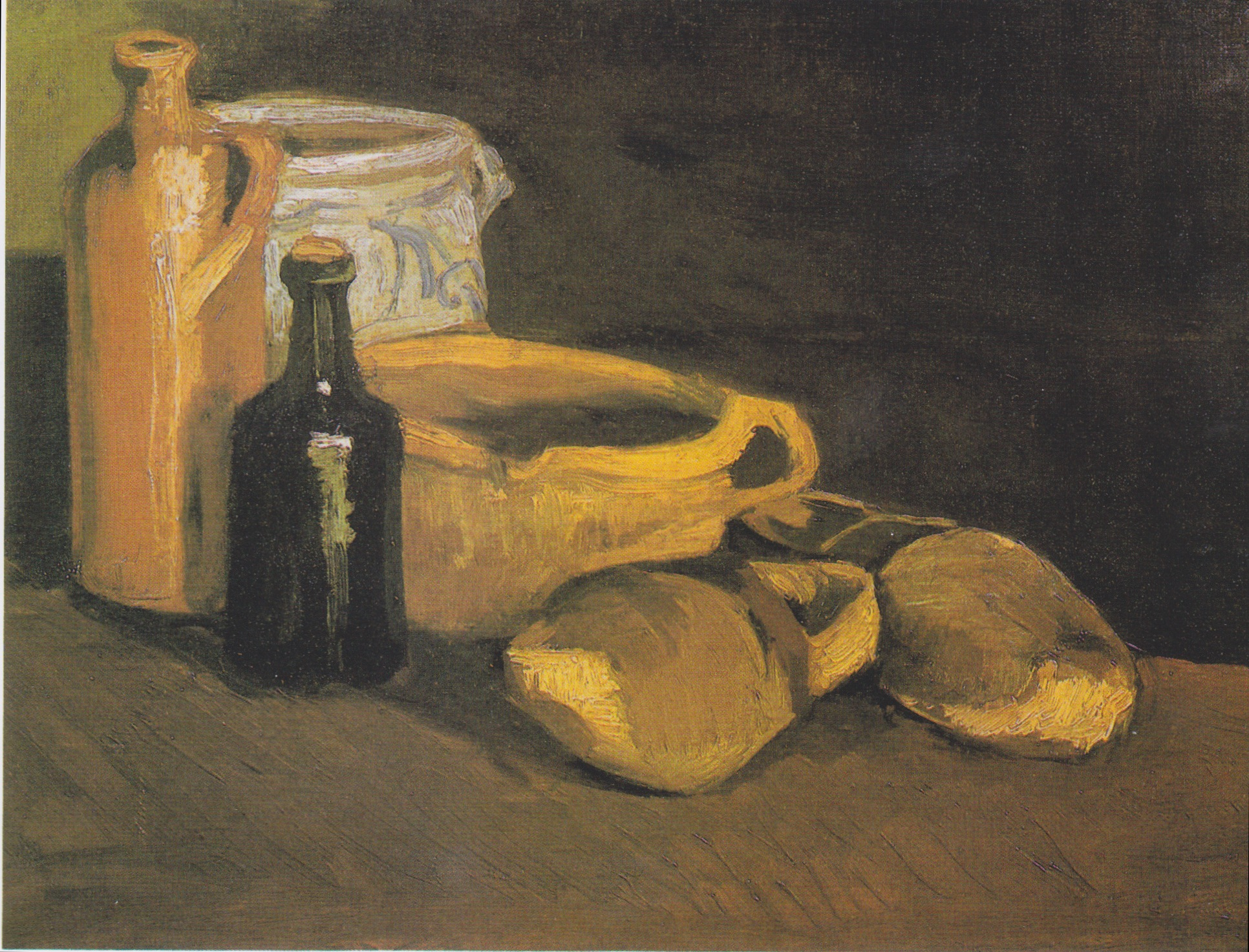